# Velvet Assassin
Velvet Assassin ist ein Stealth-Computerspiel. Es wurde von Replay Studios entwickelt, von SouthPeak Interactive vertrieben, und erschien 2009 für Microsoft Windows und Xbox 360 und 2012 für macOS.

## Spielprinzip
Velvet Assassin ist ein Stealth-Computerspiel, bei dem das Ziel ist, feindliche Anlagen und Stützpunkte zu infiltrieren. Zur Hilfe wird unten links auf dem Bildschirm eine farbige Silhouette platziert. Wenn die Silhouette lila umrandet ist, ist die Spielcharakterin unsichtbar, sodass sie sich lautlos bewegen und sich darauf vorbereiten kann, eine Wache mit einem heimlichen Angriff aus dem Schatten anzugreifen. Während sie hinter ihr Ziel schleicht, wird der Bildschirm langsam rot und gibt einen Hinweis darauf, wann der beste Zeitpunkt zum Zuschlagen ist. Wenn man es schafft, die Bewegung auszuführen, ohne gesehen zu werden, wird als Reaktion eine Todesstoß-Animation abgespielt.
Das Liegenlassen einer Leiche alarmiert Wachmänner, wobei dies auch als Taktik genutzt werden kann, um andere Soldaten zu isolieren und zu eliminieren. Die Charakterin kann auch einige andere heimliche Manöver durchführen, um Verwirrung zu stiften, wie zum Beispiel Sicherungskästen zu zerstören, um Bereiche in Dunkelheit zu hüllen, oder zu pfeifen, um die Aufmerksamkeit einer anderen Person zu erregen. Die Wachen suchen auch in Gruppen und schalten Taschenlampen ein, um in die Schatten zu blicken. Wenn die Tarnung vollständig auffliegt, muss man entweder kämpfen oder weglaufen, während die Wachen Verstärkung rufen und schießen. Dies bedeutet häufig, im Schatten zu verschwinden und stillzustehen, sich in Schließfächern oder Schränken zu verstecken oder einen Bereich zu verlassen, bis der Alarmstatus sinkt. Man kann Pistolen, Gewehre und Schrotflinten aus Waffenschränken erwerben, die konservativ über die Karte verteilt sind und alle über begrenzte Munition verfügen. Die Charakterin hat eine Morphinkraft, die sie durch das Finden von Morphinnadeln auslösen kann, und sie herumlaufen lässt, während Feinde betäubt und verlangsamt werden, sodass sie sie vor sich töten kann, ohne Schaden zu nehmen.
An verschiedenen Stellen im Spiel hat man die Möglichkeit, eine Schutzstaffel-Uniform anzuziehen und so zwischen Wachen herumzulaufen, ohne sofort aufzufallen oder angeschossen zu werden.
Das Spiel hat 6 Missionen, eingeteilt in 12 Levels. Das Stufenaufstiegssystem des Spiels ermöglicht, die Fertigkeiten zu verbessern, indem man Gegenstände sammelt und geheime Ziele erreicht.

## Handlung
Violette Summer, deren Charakter auf Violette Szabó basiert, ist eine britische Geheimagentin, die im Zweiten Weltkrieg im deutsch besetzten Frankreich, im NS-Staat, und im deutsch besetzten Polen auf Missionen geschickt wird, um wichtige Anlagen zu zerstören oder deutsche Offiziere zu ermorden.
Zu ihren Einsätzen zählen:
- Die Sprengung eines Kraftstoffdepots in einem Bunker an der Maginot-Linie
- Die Ermordung eines deutschen Oberst in Paris
- Der Diebstahl von geheimen Dokumenten über Routen für deutsche U-Boote im Nordatlantik und die anschließende Zerstörung deutscher U-Boote durch alliierte Flugzeuge in Hamburg
- Die Liquidierung enttarnter Geheimagenten in Warschau

In der vorletzten Mission begeht sie in Frankreich ein Attentat auf Alfred Kamm, einen Oberst des deutschen Militärnachrichtendienstes, indem sie auf ein neben ihm befindliches Benzinfass schießt. Danach wird sie von einem deutschen Scharfschützen angeschossen und von der Résistance in ein Krankenhaus in einem Dorf gebracht. Die Deutschen stürmen auf der Suche nach Summer das Krankenhaus, jedoch kann sie entkommen. Die SS-Sondereinheit Dirlewanger kommt an, um alle Dorfbewohnerinnen und Dorfbewohner als Vergeltung für das Attentat auf Kamm zu töten. Sie werden in eine Kirche eingesperrt, die darauf in Brand gesteckt wird. Summer tötet die Deutschen, jedoch kann sie die Kirchentür nicht öffnen und erstickt am Rauch. Am Ende sieht man, wie in der Nähe der Kirche ein Auto anhält, aus dem Kamm, der Summers Attentat überlebt hat, aussteigt.

## Entwicklungsdetails
Der ursprüngliche Titel des Spiels lautete Sabotage: Resistance 1943 und sollte von dtp entertainment vertrieben werden. Zunächst sollte das Spiel von sieben Mitgliedern der französischen Résistance zur Zeit der deutschen Besatzung im Zweiten Weltkrieg handeln. Jeder Charakter hätte seine individuellen Stärken gehabt, die er in insgesamt 22 Mission möglichst geschickt ausnutzen müsste. Es wurde stark mit Licht- und Schattenelementen gearbeitet um ein Film noir-Aussehen zu erschaffen, das die düstere Atmosphäre des Spiels exakt wiedergeben sollte.
Die Musik des Spiels wurde von Dynamedion und Mona Mur produziert.
Marc Moehring, der Gründer und Geschäftsführer von Replay Studios, erklärte die Idee, ein Spiel, das auf dem Leben von Violette Szabó basiert zu entwickeln, folgendermaßen:

„Violette Szabó hat uns und die ganze Geschichte inspiriert. Ihr Mann kam bei einer der ersten Kriegshandlungen ums Leben – er war Luftwaffenkommandeur und wurde in der ersten Kriegswoche von Deutschen abgeschossen. Ich bin mir sicher, dass sie damals alles verloren hat, also begann sie eine Ausbildung beim Geheimdienst und begann, Missionen in Deutschland und ganz Europa durchzuführen. Die Geschichte hat uns sehr gut gefallen – am Ende war sie eine gute Inspiration.“

Das Spiel wurde mit der hauseigenen Replay Engine produziert. Die Beleuchtung der Grafik wurde von Brandon Sheffield von Game Developer als „ziemlich anspruchsvoll“ bezeichnet. Die Idee dahinter war, dass ein Stealth-Spiel entwickelt wird, bei dem es keine sicheren Bereiche gibt, die man im Leveldesign einrichten kann, und so eine tiefere Spielmechanik mit sich verändernden versteckten Bereichen, Schatten und Blitzen in Echtzeit geschaffen wird.

## Rezeption
Jeff Haynes von IGN kritisierte die Handlung dafür, dass man erst in der letzten Mission mehr über bestimmte Elemente der Hintergrundgeschichte erfährt, aber das zu wenig und zu spät sei. Dadurch ergebe die Geschichte keinen wirklichen Sinn. Die Stealth-Spielmechanik bezeichnete er als „völlig inkonsistent“. Erstens erfordere das Spiel häufig, dass man sich genau an einer bestimmten Position befindet, um die Tötungs-Animation auszulösen. Ein zweites Problem erweise sich aus der Tatsache, dass man durch die Schatten nicht immer verborgen sei. Ein drittes Problem bestünde darin, dass die Stealth-Aktion extrem linear ist, was die Erkundung oder Kreativität beim Durchqueren der einzelnen Bereiche etwas einschränken kann. Ein gewaltfreier Ansatz oder das Vorbeischleichen an einigen Wachen, ohne auf Feinde zu stoßen, sei nicht wirklich eine Option, da man häufig feststellen würde, dass Türen verschlossen sind und die Wachen die Schlüssel am Körper haben, wodurch man die Tarnung aufzugeben müsse, um Wachen zu töten. Außerdem kritisierte er, dass einige Wachen schneller gehen, als Summer schleichen kann, was einige heimliche Eliminierungen extrem schwierig machen würde. An einem Punkt war es für ihn effizienter, zu rennen, unabhängig von dem Lärm, weil er den Abstand zwischen ihm und seinem Ziel verringern und auf den Tötungs-Knopf drücken konnte, um trotzdem Wachen auszuschalten. Die Erfolgsquote war ungefähr die gleiche wie zuvor, und dennoch kam er mit dieser Methode viel schneller voran.
Tom Shea von GameSpot lobte die „schaurige“ Atmosphäre des Spiels. Besonders beeindruckend sei die Beleuchtung. Von den orangefarbenen Farbtönen eines Levels, die sich bei Sonnenuntergang abspielen, bis hin zu einer blauen Wolke, die nachts ein Dock einhüllt. Er bezeichnete die Levels als „düster und verstörend“ und dass sie ständig beunruhigende Bilder in den Vordergrund drängen, sodass man nie vergisst, was um einen herum passiert. Die Musik sorge für die perfekte Stimmung und macht mit hämmernden Schlägen Angst und Nervosität. Er kritisierte die Spielmechanik dafür, dass die Feinde extrem roboterhaft seien und zielstrebig einem vorgegebenen Weg folgen würden. Äußere Reize würden sie selten von ihren Befehlen ablenken. Die unmenschliche Hingabe an das Marschieren fühle sich in der realistischen Umgebung fehl am Platz an und nehme die Überraschung, die eine anpassungsfähigere KI hervorgerufen hätte.
Ellie Gibson von Eurogamer kritisierte die lineare Spielmechanik, in der man nur von Punkt A nach Punkt B schleicht und dabei alle Nazis, denen man begegnet, tötet. Zudem kritisierte sie die Inkonsistenz der Spielmechanik, da man scheitern könnte, weil man vom Feind beim Herumschleichen bemerkt werden kann, obwohl man im Schatten war, durch den man eigentlich verborgen sein sollte. Die Handlung bezeichnete sie als „dumm und langweilig.“ Außerdem kritisierte sie Summers äußere Darstellung, da sie im Menübildschirm ein freizügiges Nachthemd trägt. Abschließend sagte sie, dass das Spiel nur echten Stealth-Fans mit viel Geduld etwas bietet.